# Ulrik II. Pfanberški
Ulrik II. Pfanberški ali  Ulrik II. Pegavski-Pfanberški († 1249) je bil prvi grof Pfanberški, deželni sodnik  Štajerske  in je imel odvetništvo nad  Šentpavelskega samostana.

## Življenje
Njegov oče je bil svobodni gospod Leopold I. iz  Peggau »Pekacha« († 1212); njegov prapraoče Rudolf I. Breže -Seliški-Peka († po 1138) je očetovski grofovski naziv izgubil iz neznanih razlogov, je Ulrik II. leta 1237 svoji družini povrnil grofovsko dostojanstvo. 
V dokumentu datiranim februarju 1237 na Dunaju,  v katerem je cesar  Friderik II. potrdil dane privilegije za  Nemški viteški red, je na prvem mestu med štajerskimi pričami naveden kot "grof Phannenberch". Domnevno je bil v tistem času že najvišji deželni sodnik Štajerske. Leta 1240 ga znova najdejo v spremstvu vojvode  Friderika II. Avsrijskega. Ob njegovi strani je junija / julija 1241 sodeloval tudi v njegovi zmagoviti bitki proti Mongolom. Tudi zadnji vojvodski dokument z grofom Ulrikom kot pričo je iz tega leta; gre za darilnico vojvode Friderika II. Redu Tevtonskih vitezov.
Iz listine iz leta 1243, napisane v imenu grofa Ulrika, ni razvidno, ali je bil le najvišji deželni sodnik ali celo deželni glavar Štajerske.
Grof Ulrik je pridobil odvetništvo nad  Šentpaveskim samostanom - verjetno v času, ko je bil opat njegov nečak Leutold (1248–1258). Ulrikovi gradovi  Rabenstein in Loschenthal / Löschental so bili v bližini samostana. Kasnejši opati so bili do Pfannberških precej sovražni.
Zadnji dokument, v katerem se kot prva priča pojavlja "grof Phannenberch", je iz 22. avgusta 1249; gre za pravni posel med  Majnhardom Goriškim in Friderikom   Ortenburškim.

## Družina
Ulrik je bil poročen z eno od hčera grofa Otona iz Lebenaua; To je razvidno iz imen otrok in iz nasledstva lastništva v spodnji Labotske doline   in grofijah Lebenau in  Plain.
Imel je naslednje otroke:
- N.N. (hči, † 1245), ∞ grof Ulrik  Strmški
- Zofija, ∞ Konrad I. Žovneški († 1255)
- Luitgard, ∞ Markvard iz Zinzendorfa
- tri druge hčere, imenovane v ženski samostan Admont
- Ulrik III. († pred 1255)
- Seifried (Siegfried) († po 1250, pred 1260)
- Bernard († 22. oktober 1271), ∞ Neža († 1268)
- Henrik (* pred 1241, † 24. Juli 1282), ∞ Neža Plain-Hardeška († po 10. april 1298), hči Konrada III. Plain-Hardeškega († 1260) in Eufemije Ortenburške († 9. februar po letu 1292)
- (?) Johan "iz Ennstala" († 1281), škof v Chiemsee (1274–1279), krških škof (1279–1281)
- (?) Gerhard "iz Ennstala" († 1284), opat v Šentpaveskem samostanu (1258–1275), Lavantinski škod (1275–1284)